# Abtrittanbieter
Abtrittanbieter war ein Berufsbild, dessen Vertreter eine mobile Bedürfnisanstalt betrieben. Dieses Berufsbild war Ende des 18. und Anfang des 19. Jahrhunderts in einigen westeuropäischen Großstädten verbreitet. Eine weitere Bezeichnung war Buttenmänner und Buttenweiber oder Madame Toilette.

## Ausstattung und Tätigkeit
Die Abtrittanbieter gingen, meist maskiert, mit großen Holzeimern durch die Straßen. Die Eimer waren mit Deckeln versehen und an Ketten aufgehängt, die wiederum über ein Joch verbunden waren, so dass man die Ausrüstung über der Schulter tragen konnte. Ferner hatten die Anbieter einen weiten Umhang an. Bei der Notdurftverrichtung schützten sie den Bürger mit dem Mantel oder Umhang vor neugierigen Blicken.

## Hintergrund und Notwendigkeit
Während es in Rom schon vor zweitausend Jahren öffentliche Toiletten mit Wasserspülung und Schwemmkanalisation gab, geriet diese Errungenschaft später wieder in Vergessenheit. Erst mit Einführung der Kanalisation (etwa 1842 in London, 1856 in Hamburg) gab es wieder öffentliche Toiletten. Nach Aufkommen der Kanalisation und der ortsfesten öffentlichen Toiletten verschwand das Berufsbild des Abtrittanbieters wieder.
Der gesammelte Urin wurde nicht unbedingt als Abfall entsorgt, sondern fand in der Salpeterherstellung und in der Gerberei Verwendung. Abtrittanbieter erhielten so neben dem geforderten Lohn für ihren Dienst auch ein Entgelt für den Urin.

## Rezeption
Der Hamburger Schriftsteller Dietmar Bittrich veröffentlichte im Jahr 2000 eine historische Erzählung mit dem Titel Die Abtrittanbieterin, in der das Schicksal der Protagonistin in einer Pointe mit dem Hamburger Brand von 1842 verknüpft wird. Der Ich-Erzähler, der sich als Autor Bittrich zu erkennen gibt, durchstöbert auf der Suche nach seiner Protagonistin die Archive, so dass sich in der Erzählung neben der Fiktion auch einige Schilderungen und Details finden lassen, die die Wirklichkeit des Berufs veranschaulichen.